# Krandorf
Krandorf ist ein Ortsteil der Stadt Neunburg vorm Wald im Landkreis Schwandorf in Bayern.

## Geographie
Krandorf liegt circa 14 Kilometer nordwestlich von Neunburg vorm Wald zwischen dem 500 Meter hohen Raubersberg und dem 522 Meter hohen Ostler.

## Geschichte
Der Name Krandorf (auch: Grandorf, Grondorf, Chramdorf, Crandorf, Kraindorf) kann von kron = Wacholder oder von einer Siedlung mit vielen Krähen abgeleitet werden.
1230 wurde Krandorf erstmals urkundlich erwähnt. Es gehörte zum Lehen eines Hermann von Chramdorf, der mit einer geborenen Zenger verheiratet war.
Früher wurde in dieser Gegend Blei abgebaut. Die Bergarbeiter wohnten in einem turmartigen Gebäude.
1946 bis 1948 war Krandorf nach Unterauerbach eingemeindet. Danach gehörte es zu Kemnath bei Fuhrn. Heute ist Krandorf Ortsteil der Stadt Neunburg vorm Wald.
Am 23. März 1913 gehörte ein Teil von Krandorf, bestehend aus sechs Häusern und 27 Einwohner zählend zur Pfarrei Kemnath bei Fuhrn. Der andere Teil von Krandorf mit vier Häusern und 30 Einwohnern gehörte zur Pfarrei Unterauerbach. Krandorf zählte 1913 also insgesamt 57 Einwohner.
Am 31. Dezember 1990 gehörte ein Teil von Krandorf mit 15 Einwohnern zur Pfarrei Kemnath bei Fuhrn, der andere Teil von Krandorf mit 17 Einwohnern gehörte zur Pfarrei Unterauerbach. Krandorf hatte 1990 also insgesamt 32 Einwohner.